# 102

102(백이)는 101보다 크고 103보다 작은 자연수다.

## 수학
- 합성수로, 그 약수는 1, 2, 3, 6, 17, 34, 51, 102이다. 진약수의 합은 114이므로, 102는 과잉수다.
  - 제곱 인수가 없는 6번째 과잉수이자, 제곱 인수가 없는 가장 작은 세 자리 과잉수다. 이 성질을 지닌 앞의 수는 78, 다음 수는 114다. (OEIS의 수열 A087248)
- 쌍둥이 소수(101, 103) 사이에 있는 자연수다.
- 6번째 쐐기수이자, 가장 작은 세 자리 쐐기수다. 앞의 쐐기수는 78, 다음 쐐기수는 105다.
- {\displaystyle 102=19+23+29+31}
  - 연속하는 네 소수(素數)의 합으로 나타낼 수 있으며, 이 성질을 지닌 앞의 수는 88, 다음 수는 120이다.

## 과학·기술
- 노벨륨(No)의 원자번호.
- NGC 102: 고래자리 방향에 있는 렌즈형은하.
- HTTP 102 (Processing→처리 중): WebDAV 전용 HTTP 상태 코드.

## 교통

### 철도
- 수도권 전철 1호선 보산역의 역번호.
- 부산 도시철도 1호선 하단역의 역번호.
- 대전 도시철도 1호선 신흥역의 역번호.
- 광주 도시철도 1호선 학동·증심사입구역의 역번호.
- 대구 도시철도 1호선은 102번 역이 없고, 115번부터 시작한다.

### 도로
- 고속도로
  - 남해고속도로제1지선의 노선 번호
- 국도 제102호선
  - 일본 102번 국도: 아오모리현 히로사키시에서 도와다시까지 이어지는 일본의 국도.
  - 중국 102번 국도
  - 인도 102번 국도
- 기타 도로
  - 현도 제102호선

## 군사
- U-102: 독일의 군용 잠수함. 제1차 세계 대전에 사용된 1917년제 모델(영어판)과 제2차 세계 대전에 사용된 1940년제 모델(영어판)이 있다.

## 문화유산
- 대한민국의 국보 제102호: 충주 정토사지 홍법국사탑
- 대한민국의 보물 제102호: 서산 보원사지 석조

## 방송
- 스카이라이프의 미국 과학 채널인 디스커버리 사이언스 채널 번호.
- 지니 TV의 채널차이나 채널 번호.
- B tv의 채널와이드 채널 번호.
- U+ TV의 JTBC 골프앤스포츠 채널 번호.
- LG헬로비전의 골프앤PBA 채널 번호.
- B tv 케이블의 GMTV 채널 번호.

## 기타
- 날짜: 1월 2일, 10월 2일
- 연도: 102년, 기원전 102년